# Inez Wickström

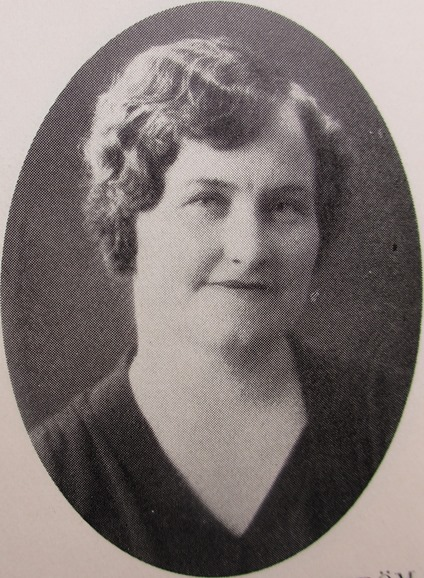
Inez Wickström.

Inez Maria Wickström, född 29 oktober 1888 i Söderhamn, Gävleborgs län, död där 28 juni 1980, var en svensk socialdemokratisk kommunalpolitiker och föreståndarinna.
Wickström, ursprungligen barnavårdsinspektris, var 1936–1972 föreståndarinna vid semesterhemmet Vadtorp vid Söderhamn, där många av husmödrarna i Gävleborgs län fick möjlighet till några veckors rekreation.
Wickström var ordförande i Gävleborgs läns socialdemokratiska kvinnodistrikt från 1922. Hon var även ledamot av Söderhamns barnavårds- och folkskolestyrelse och ledamot av Gävleborgs läns barnavårdsförbund. Inez Wickström är begravd på Söderhamns kyrkogård.